# 奥托·科勒
奥托·科勒（1889年12月20日—1974年1月7日）是一位德国动物学家，出生于普鲁士的切尔尼亚霍夫斯克，毕业于弗赖堡大学，是动物行为学的先驱，最早使用电影工具研究动物行为。